# 빅데이터로 보는 세상
빅데이터로 보는 세상은 KBS 1라디오에서 2015년 1월 1일부터 2021년 9월 24일까지 6년간 방송했던 라디오 시사 프로그램이다.

## 역대 방송시간
| 방송 채널   | 방송 기간                        | 방송 시간                    |
| ----------- | -------------------------------- | ---------------------------- |
| KBS 1라디오 | 2015년 1월 1일 ~ 2020년 1월 31일 | 평일 오전 11:10 ~ 오전 11:40 |
| KBS 1라디오 | 2020년 2월 3일 ~ 2021년 9월 24일 | 평일 오전 11:05 ~ 오전 11:40 |

## 역대 진행자
- 2015년 1월 1일 ~ 2019년 1월 25일 : 최원정 아나운서
- 2019년 1월 28일 ~ 2021년 9월 24일 : 홍소연 아나운서

## 지역 자체 프로그램
다음 지역 프로그램은 오전 11시 5분에 방송된다. 안동, 포항, 울산은 개별로 자체제작을 하지 않고, 대구, 부산의 자사프로그램을 송출한다. 춘천, 강릉, 대전, 전주, 창원은 자체방송을 하지 않는다.
| 방송국          | 지역                               | 타이틀명                | 진행자        |
| --------------- | ---------------------------------- | ----------------------- | ------------- |
| KBS원주         | 영서남부                           | 라디오에 물어보세요     | 김혜정        |
| KBS충주         | 충북북부                           | 92.1 여기는 라디오 충주 | 임하늘        |
| KBS청주         | 충북남부                           | 생생충북                | 박종화        |
| KBS대구         | 대구광역시 경상북도                | 생생 매거진 오늘        | 진유현        |
| KBS부산 KBS울산 | 부산광역시 울산광역시              | 부산 정보센터           | 차경애        |
| KBS광주         | 광주광역시 전라남도중북부 전라북도 | 라디오정보시대          | 박재효        |
| KBS목포 KBS순천 | 전남서남지방 전남동부지방          | 라디오상담실            | 김석훈 김다은 |
| KBS진주         | 경상남도                           | 정보 주는 라디오        | 임소정        |
| KBS제주         | 제주특별자치도                     | 살앙조은 제주           | 현송희        |